# Berry Cannon
Pour les articles homonymes, voir Cannon.
Berry Louis Cannon, né le 22 mars 1935 et mort le 17 février 1969 au large de l'île San Clemente, est un aquanaute américain. Il a participé aux programme SEALAB (II et III) de la Marine américaine.
Cannon est mort d'empoisonnement au dioxyde de carbone lors d'une réparation de SEALAB III.